# 成安造形大学の人物一覧
成安造形大学の人物一覧（せいあんぞうけいだいがくのじんぶついちらん）は、成安造形大学に関係する人物の一覧記事である。

## 著名教授

### 客員教授
- 今森光彦
- 川本勇
- 澤田知子
- 永田萠
- 椿玲子

### 教授
- 磯野英生
- 大野俊明
- 岡田修二

### 准教授
- 伊庭靖子
- MON

### 名誉教授
- 今井祝雄
- 佐々木啓一
- 富樫実
- 三浦公亮

## 主な出身者
- 清水香奈芽 - お笑い芸人
- アキラボーイ - お笑いタレント
- 大槻香奈 - 現代美術家
- 大前壽生 - イラストレーター
- 鹿賀ミツル - マンガ家
- Saitom - イラストレーター
- 川内倫子 - 写真家
- 澤田知子 - 写真家
- 神藤剛 - フォトグラファー
- 高雄統子 - 映画監督
- 高畠エナガ -マンガ家
- たかはし慶行 -マンガ家
- たばよう - マンガ家
- 高梨りんご - マンガ家
- ひなきみわ -マンガ家
- 割石裕太 - アートディレクター、UIデザイナー
- 玉本奈々 - 現代美術家・著者
- 飯川雄大 - 現代美術家・映像作家・写真作家